# Protoplanète

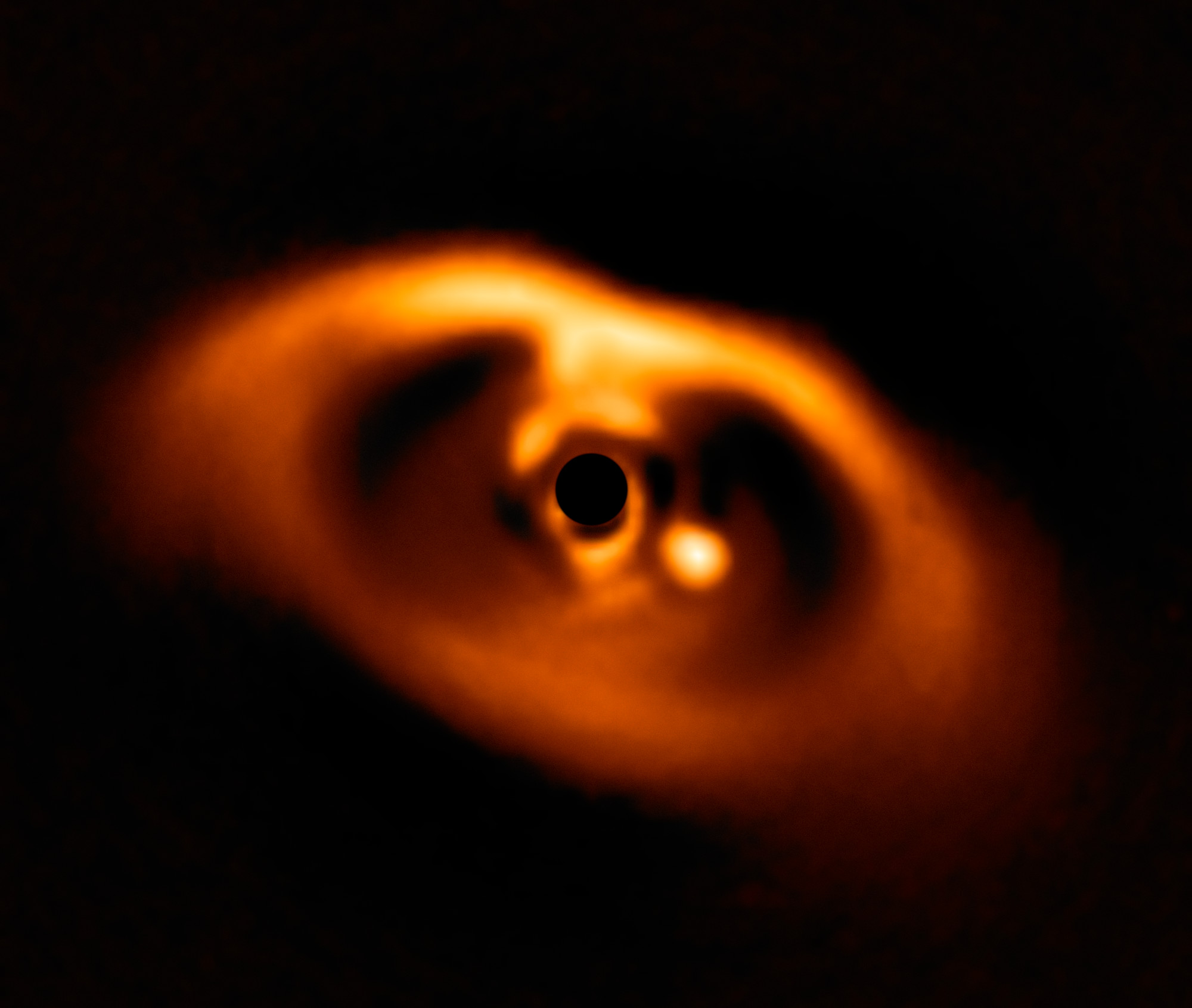
PDS 70, première protoplanète directement photographiée.

Une protoplanète est un embryon de planète de type planétoïde qui se forme dans le disque protoplanétaire.

## Formation des protoplanètes
Les protoplanètes se forment à cause des collisions qui se produisent entre les différents corps planétésimaux pouvant aller jusqu'à 1 kilomètre de diamètre qui s’attirent en raison de la gravité (ou tombent l'un vers l'autre, d'après la théorie de la relativité générale). Selon la théorie de la formation des planètes, chaque orbite des protoplanètes est légèrement perturbée par l'interaction avec les autres protoplanètes, perturbant leur équilibre instable jusqu'à ce que d'autres collisions se produisent. La protoplanète "nettoie" ainsi la proximité de son orbite, ainsi que sa propre orbite où d'autres protoplanètes peuvent se former sur les points de Lagrange. Ce processus finit par former des planètes.

## Exemple
Une explication pour la formation de la Lune est l'hypothèse de l'impact géant. Celle-ci propose que la Lune se serait formée à partir d'un impact colossal d'une protoplanète hypothétique de la taille de Mars, désignée sous le nom Théia, avec la Terre dans les premiers stades de formation du Système solaire.

## Référence
1. ↑  « news.discovery.com/space/palla… »(Archive.org • Wikiwix • Archive.is • Google • Que faire ?).